# Gare de Tsurui
La gare de Tsurui (鶴居駅, Tsurui-eki) est une gare ferroviaire localisée dans la ville de Ichikawa, dans la préfecture de Hyōgo au Japon. La gare est exploitée par la compagnie JR West,sur la ligne Bantan.

## Service des voyageurs

### Desserte
La gare de Tsurui est une gare disposant de deux quais et de deux voies.
| N° de voie | Ligne    | Direction        |
| ---------- | -------- | ---------------- |
| 1          | ▆ Bantan | Fukusaki/Himeji  |
| 2          | ▆ Bantan | Teramae/Wadayama |

| JR West          |                 |                 |                 |                    |
| Direction Himeji | Ligne de Bantan | Ligne de Bantan | Ligne de Bantan | Direction Wadayama |
| Amaji            |                 | Local 普通      |                 | Niino              |